# Vimmerby landsförsamling
Vimmerby landsförsamling var en territoriell församling inom Svenska kyrkan i Kalmar län, Småland. Församlingen uppgick 1965 i Vimmerby församling.
Församlingskyrka var Vimmerby kyrka, delad med stadsförsamlingen.

## Administrativ historik
Församlingen fick detta namn när Vimmerby stadsförsamling bildades som stadsförsamling till Vimmerby stad. Församlingen var sedan till 1962 annexförsamling i pastoratet Vimmerby stads- och landsförsamlingar samt Pelarne. Från 1962 annexförsamling i pastoratet Vimmerby stads- och landsförsamlingar, för att 1965 uppgå i Vimmerby församling.